# Stenocyathus
Genre
Stenocyathus est un genre de coraux durs de la famille des Stenocyathidae.

## Liste d'espèces
Le genre Stenocyathus comprend les espèces suivantes :
Selon World Register of Marine Species (13 juillet 2015) :
- Stenocyathus vermiformis (Pourtalès, 1868)

Selon Paleobiology Database (13 juillet 2015) :
- Stenocyathus alabamiensis
- Stenocyathus hoffmeisteri
- Stenocyathus vermiformis